# Gösta Adamsson
Gösta Napoleon Adamsson, född 17 november 1924 i Oslo, Norge, död 14 januari 2013 i Strömstad, var en svensk roddare. Han tävlade för Strömstads RK.
Adamsson tävlade i åtta med styrman för Sverige vid olympiska sommarspelen 1952 i Helsingfors.